# روبرت بلاتشفورد
روبرت بيل غلانفيل بلاتشفورد (بالإنجليزية:  Robert Peel Glanville Blatchford) (17 مارس 1851 - 17 ديسمبر 1943)، ناشط اشتراكي إنجليزي وصحفي ومؤلف في المملكة المتحدة. وقد اشتهر بأنه ملحد بارز وقومي ومعارض لعلم تحسين النسل. في أوائل عشرينيات القرن الماضي، وبعد وفاة زوجته، تحول اهتمامه إلى الروحانية.

## أولى سنوات حياته
ولد بلاتشفورد في 17 مارس 1851 في ميدستون، كنت. والديه - جون غلانفيل بلاتشفورد، ممثل كوميدي متجول، وجورجينا لويزا كوري (1821-1890) ، ممثلة - أطلقا عليه اسم رئيس الوزراء المحافظ روبرت بيل الذي توفي في العام السابق. كان جده الأكبر، من ناحية والدته، دومينيكو كوري (1746-1825)، موسيقيًا وناشرًا إيطاليًا، انتقل في أواخر القرن الثامن عشر من روما إلى إدنبرة لتعليم الموسيقى. كانت إحدى حفيداته، كريستين غلانفيل (1924-1999)، من محركي الدمى الإنجليز المعروفين.
توفي والد بلاتشفورد عام 1853، وتركه في رعاية والدته، التي واصلت مسيرتها التمثيلية لمدة تسع سنوات، وقضى بلاتشفورد معظم حياته المبكرة بالقرب من المسرح. في عام 1862 انتقلت العائلة إلى هاليفاكس، حيث كان من المأمول أن يتمكن بلاتشفورد وشقيقه من تعلم التجارة. وُظف بلاتشفورد لأول مرة كصبي للعمل في أعمال الطباعة الحجرية، وكان يتقاضى راتباً قدره ثمانية عشر بنسًا في الأسبوع. كان يذهب في فترة طفولته إلى المدرسة من حين لآخر فقط، أولاً في هاليفاكس ولاحقًا في بورتسموث. على الرغم من قصر خبرته التعليمية، فقد زودته تجربته التعليمية بما يكفي من البصيرة لدرجة إطلاقه على نظام التعليم «أسلوب الاكتظاظ».
على الرغم من افتقاره إلى التعليم النظامي الرسمي، علم بلاتشفورد نفسه منذ سن الثامنة، قراءة الكتاب المقدس وقراءة رواية رحلة الحاج من هذا العالم إلى ما هو آت (Pilgrim's Progress) وأعمال تشارلز ديكنز. طوال طفولته كان ضعيفًا ومريضًا، وتوقع الأطباء موته قبل بلوغ سن الرشد. أعطى هذا المرض بلاتشفورد وقتًا للقراءة، وهو شيء لم يكن قادرًا على متابعته بشكل كامل عند العمل. في حوالي عام 1864، حصلت جورجينا على وظيفة بدوام كامل كخياطة ودربت ابنيها على الفور، ثم أرسلت مونتاغو للعمل في طابعة حجرية وروبرت للعمل عند صانع أفرشة. في مصنع الأفرشة، التقى بلاتشفورد بسارة كروسلي، التي تزوجها عام 1880.
بحلول عام 1871، غادر بلاتشفورد هاليفاكس، بسبب جدال. يذكر لورانس طومسون بأن شجار روبرت مع والدته هو ما دفعه للمغادرة، لكن تؤكد دوروثيا ابنة بلاتشفورد أن قراره بالمغادرة كان بسبب صعوبة حياته في هاليفاكس. في يوم مايو 1871، ذهب بلاتشفورد إلى هال، ثم تابع طريقه إلى لندن عبر يارموث.

## فترة الجيش وبداية مسيرته الصحافية
بعد مغادرة هاليفاكس، انضم بلاتشفورد إلى الجيش البريطاني وترقى إلى رتبة رقيب بحلول عام 1874. بحلول وقت ترقيته، كان قد حصل أيضًا على شهادة تعليمية من الدرجة الثانية في الجيش. حفزت ملذات الحياة العسكرية بعضًا من أفضل كتابات بلاتشفورد، ولكن في عام 1877 ترك الجيش ليصبح كاتبًا في شركة ويافير للملاحة. أثناء عمله ككاتب، استخدم وقت فراغه بعناية لتعلم القواعد وبناء الجمل والاختزال. في عام 1880 تزوج من سارة كروسلي التي التقى بها في كنيسة صهيون في هاليفاكس. ثم استقرا في نورتش. كانت سارة ابنة عاملة منزلية وميكانيكي. في هذا الوقت تقريبًا، أصبح بلاتشفورد محبطًا من وظيفته، وقرر أنه يرغب أن يصبح فنانًا. نظرًا لندرة فرص العمل للفنانين في نورتش، قرر بدلاً من ذلك أن يصبح كاتبًا. بدأت مهنة بلاتشفورد في الكتابة عام 1882 في صحيفة يوركشيرمان (Yorkshireman)، بنشره مسرحية هزلية.